# 珠峰千里光
珠峰千里光（学名：Senecio royleanus）是菊科千里光属的植物。分布在锡金、尼泊尔、不丹以及中国大陆的西藏等地，生长于海拔2,900米至3,600米的地区，常生于高山草坡或溪边，目前尚未由人工引种栽培。

## 异名
- Senecio tanacetoides Kunth. et Bouche